# Mortal Kombat Kard Game
Mortal Kombat Kard Game là trò chơi do BradyGames phát hành năm 1995. Nó dựa vào dòng game Mortal Kombat, tuy nhiên nó không mang nội dung bạo lực như phiên bản video game.